# Каталимов Сергій Анатолійович
Сергій Анатолійович Каталимов (нар. 9 лютого 1955, Сімферополь) — радянський футболіст, який грав на позиції як захисника, так і півзахисника та нападника. Відомий за виступами за сімферопольську «Таврію» у вищій та першій лізі, а також дніпропетровський «Дніпро» у вищій лізі. По завершенні ігрової кар'єри — український футбольний тренер.

## Клубна кар'єра
Сергій Каталимов народився у Сімферополі, розпочав займатися футболом у рідному місті, пізніше продовжив удосконалення своєї футбольної майстерності в республіканському спортінтернаті. Розпочав виступи на футбольних полях у 1973 році в дублюючому складі команди «Динамо» (Київ). Не пробившись до основного складу команди, повернувся до Сімферополя, де розпочав виступи в команді першої ліги «Таврія». Розпочавши виступи спочатку захисником, у першому ж сезоні перекваліфікувався в нападника, і в першому ж сезоні в команді йому вдалось забити кілька важливих м'ячів, та став кращим бомбардиром команди в сезоні з 10 забитими м'ячами. Наступного сезону Каталимов разом із командою став бронзовим призером першої ліги. У середині 1978 року футболіст переходить до складу команди вищої ліги «Дніпро» з Дніпропетровська, проте в цьому сезоні «Дніпро» вибув з вищої ліги, й Каталимов сезон 1979 року грав у складі дніпропетровської команди в першій лізі. У 1980 році футболіст повернувся до «Таврії», й у цьому році разом із командою став переможцем турніру першої ліги, після чого «Таврія» вийшла до вищою ліги. Проте за підсумками сезону 1981 року команда вибула до першої ліги. Каталимов до кінця сезону 1983 року грав у складі «Таврії» в першій лізі, а після закінчення сезону 1983 року у зв'язку із прогресуванням остеохондрозу вирішив завершити виступи на футбольних полях. У 1985 років він поновив виступи на футбольних полях у складі команди другої ліги «Нива» з Тернополя, проте по закінченні сезону 1985 року більше в складі команд майстрів не грав.

## Після закінчення виступів
Тривалий час після закінчення виступів у командах майстрів Сергій Каталимов грав у сімферопольських аматорських командах. У 1997 році він прийшов до на той час аматорської команди «Динамо» з Сімферополя, яку у сезоні 2001—2002 років очолював вже як головний тренер після набуття нею професійного статусу. Пізніше Каталимов організував власний бізнес із виробництва та фасування харчових продуктів.
Після окупації Росією Криму Каталимов виступав за збірну ветеранів Криму на пропагандистських змаганнях.

## Досягнення
- Переможець першої ліги 1980 року.
- Бронзовий призер першої ліги 1977 року.